# ラビゴットソース

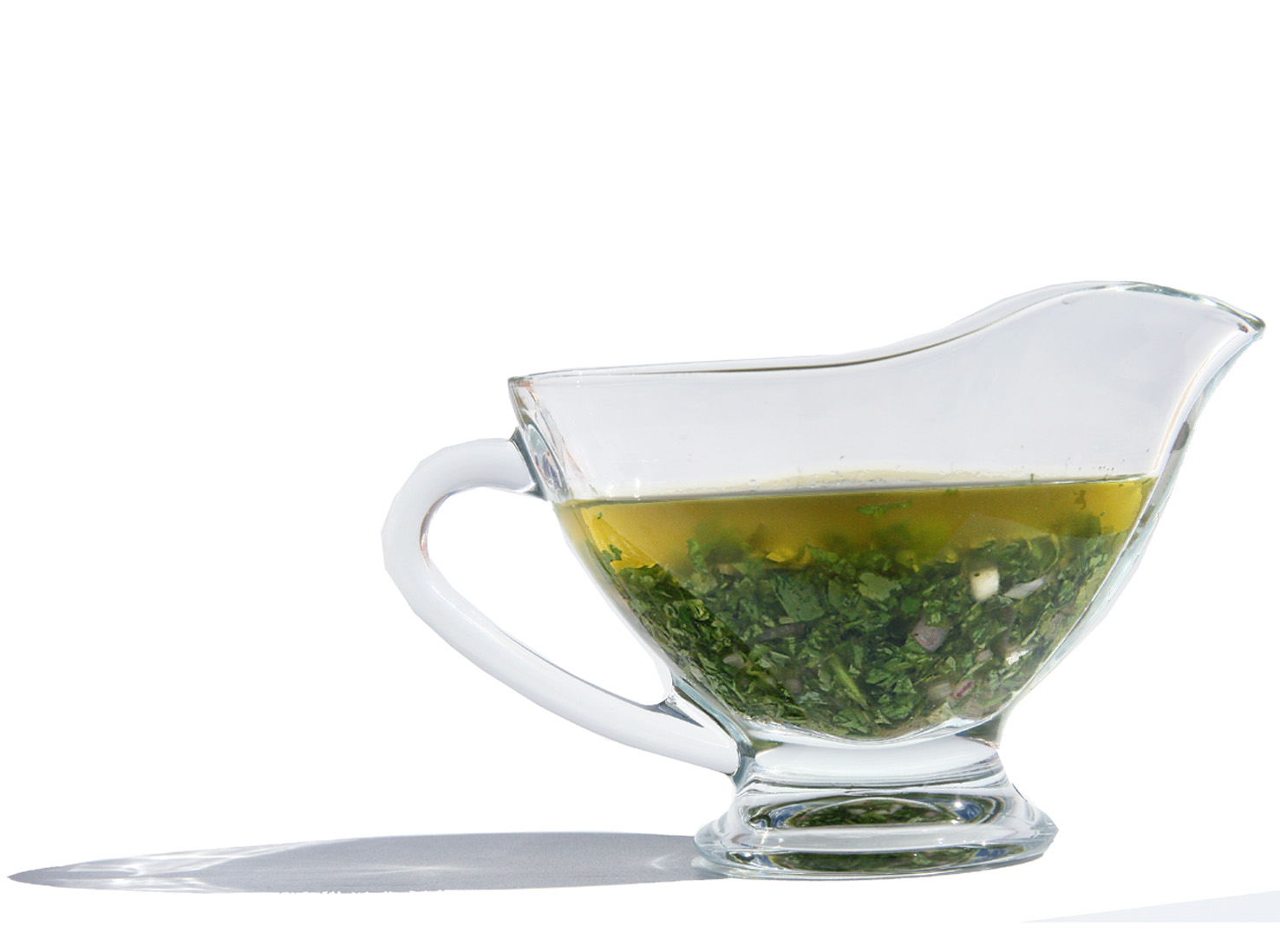
エシャロットのラビゴットソース

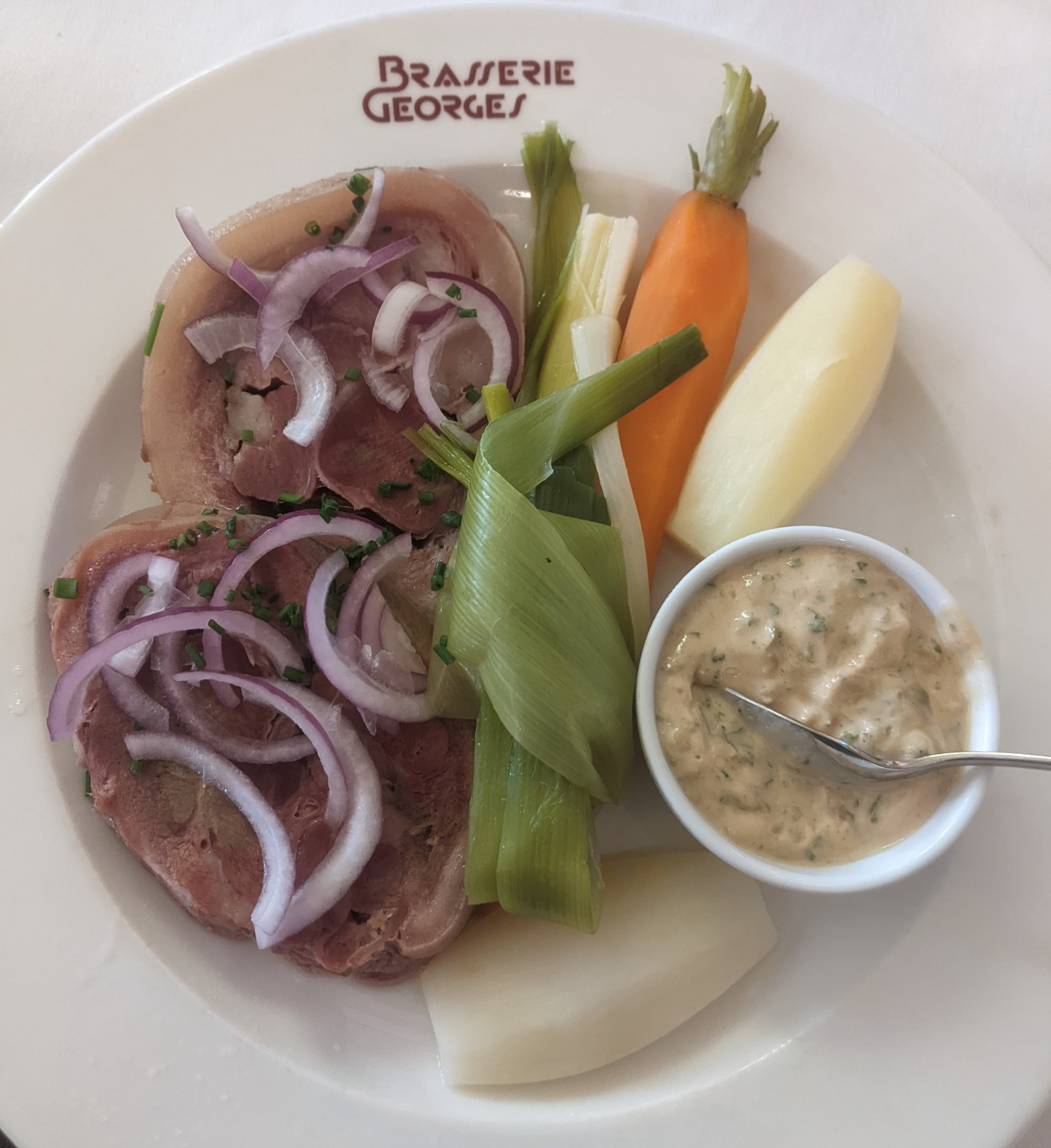
ラビゴットソースの材料例

ラビゴットソース、ラヴィゴットソース、ソース・ラビゴット（フランス語: sauce ravigot）はフランス料理のソースの一種。

## 概要
ラビゴットソースは、特に魚料理と相性の良い、酸味のあるソースである。
ラビゴットソースの主な材料は、酢、食用油にタマネギ、セロリ、ピクルスなどの野菜のみじん切りである。
ラビゴットソースにはバリエーションが多く、酢にワインビネガーを使ってフランス料理に、ポン酢を使って日本料理に、バルサミコ酢を使ってイタリア料理にといった具合にそれぞれの料理のテイストに合うようにアレンジされる。

## 名前の由来
「ラビゴット」とは、フランス語で「元気を出させる」、「回復させる」といった意味の動詞から来ている。

## 作り方の例
1. 生食可能な野菜は生のままでも良いが、キノコ類のように加熱が必要な食材は加熱後に粗熱を取っておく[1]。
2. 食材を大きさをそろえてみじん切りにする[1][2][4]。
3. 調味料すべてを混ぜたものに、切った野菜のみじん切りを混ぜる[1][2][4]。